# Prokhor Poltapov
Prokhor Sergueïevitch Poltapov - en russe : Прохор Сергеевич Полтапов - (né le 1er février 2003 à Saint-Pétersbourg en Russie) est un joueur professionnel russe de hockey sur glace. Il évolue au poste d'attaquant.

## Biographie

### Carrière en club
Formé au Serebrianye Lvy Saint-Pétersbourg, il rejoint les équipes de jeunes du HK Dinamo Moscou puis du HK CSKA Moscou. En 2019, il commence sa carrière junior avec la Krasnaïa Armia dans la MHL. Il joue son premier match en senior avec le CSKA Moscou dans la KHL le 20 février 2021 face au Dinamo Riga. Lors du repêchage d'entrée dans la LNH 2021, il est choisi au deuxième tour, à la 33e position au total par les Sabres de Buffalo. Il remporte la Coupe Gagarine 2023 avec le HK CSKA Moscou.

### Carrière internationale
Il représente la Russie au niveau international. Il prend part aux sélections jeunes. Le 14 décembre 2023, il joue son premier match avec la Russie face à une sélection de la VHL dans un match comptant pour la Coupe Pervi Kanal.

## Statistiques

### En club
| Saison    | Équipe         | Ligue |                   | Saison régulière  | Saison régulière  | Saison régulière  | Saison régulière  | Saison régulière |   | Séries éliminatoires | Séries éliminatoires | Séries éliminatoires | Séries éliminatoires | Séries éliminatoires |
| Saison    | Équipe         | Ligue | PJ                | B                 | A                 | Pts               | Pun               | PJ               | B | A                    | Pts                  | Pun                  |                      |                      |
| 2019-2020 | Krasnaïa Armia | MHL   | 23                | 8                 | 4                 | 12                | 10                | 2                | 0 | 0                    | 0                    | 2                    |                      |                      |
| 2020-2021 | HK CSKA Moscou | KHL   | 1                 | 0                 | 0                 | 0                 | 0                 | -                | - | -                    | -                    | -                    |                      |                      |
| 2020-2021 | Krasnaïa Armia | MHL   | 61                | 25                | 27                | 52                | 30                | 6                | 2 | 1                    | 3                    | 6                    |                      |                      |
| 2021-2022 | HK CSKA Moscou | KHL   | 17                | 0                 | 0                 | 0                 | 0                 | -                | - | -                    | -                    | -                    |                      |                      |
| 2021-2022 | Zvezda Moscou  | VHL   | 25                | 3                 | 4                 | 7                 | 8                 | -                | - | -                    | -                    | -                    |                      |                      |
| 2021-2022 | Krasnaïa Armia | MHL   | 13                | 5                 | 10                | 15                | 6                 | 19               | 7 | 11                   | 18                   | 29                   |                      |                      |
| 2022-2023 | Krasnaïa Armia | MHL   | 2                 | 1                 | 0                 | 1                 | 2                 | 1                | 0 | 0                    | 0                    | 0                    |                      |                      |
| 2022-2023 | HK CSKA Moscou | KHL   | 56                | 5                 | 5                 | 10                | 37                | 19               | 2 | 3                    | 5                    | 6                    |                      |                      |
| 2022-2023 | Zvezda Moscou  | VHL   | 3                 | 0                 | 1                 | 1                 | 2                 | -                | - | -                    | -                    | -                    |                      |                      |
| 2023-2024 | HK CSKA Moscou | KHL   | 56                | 5                 | 8                 | 13                | 12                | 5                | 0 | 1                    | 1                    | 0                    |                      |                      |
| 2023-2024 | Zvezda Moscou  | VHL   | 5                 | 5                 | 2                 | 7                 | 6                 | 1                | 0 | 0                    | 0                    | 0                    |                      |                      |
| 2024-2025 | HK CSKA Moscou | KHL   | Saison en cours ? | Saison en cours ? | Saison en cours ? | Saison en cours ? | Saison en cours ? |                  |   |                      |                      |                      |                      |                      |

### En équipe nationale
| Année | Compétition                          |   | PJ | B | A | Pts | Pun | +/-               |  | Résultat |
| 2021  | Championnat du monde moins de 18 ans | 7 | 2  | 5 | 7 | 6   | 0   | Médaille d'argent |  |          |